# Neotephritis nigripilosa
Neotephritis nigripilosa är en tvåvingeart som beskrevs av Hardy 1980. Neotephritis nigripilosa ingår i släktet Neotephritis och familjen borrflugor. Inga underarter finns listade i Catalogue of Life.